# Mezei-Vill Futsal Club
Il Mezei-Vill Futsal Club, noto semplicemente come MVFC, è una squadra ungherese di calcio a 5 con sede a Berettyóújfalu.

## Storia
Nella stagione 2008-09 disputa la massima divisione del Campionato ungherese di calcio a 5, chiamata NB I, di cui è campione uscente avendo vinto il suo secondo titolo consecutivo al termine del campionato 2008-2009.

## Rosa 2025/26
| #  | Nazione             | Nome               |
| -- | ------------------- | ------------------ |
| 5  | Ungheria (bandiera) | Botond Hudák       |
| 6  | Ungheria (bandiera) | Imre Nagy          |
| 7  | Ungheria (bandiera) | Lajos Mátyás Szabó |
| 8  | Ungheria (bandiera) | Zoltán Szalmás     |
| 9  | Ungheria (bandiera) | János Rábl         |
| 10 | Ungheria (bandiera) | Dominik Iszák      |
| 13 | Ungheria (bandiera) | Dávid Mezei (P)    |
| 15 | Ungheria (bandiera) | Csaba Magyari      |
| 21 | Ungheria (bandiera) | Martin Petró (P)   |
| 27 | Ungheria (bandiera) | Richárd Nagy       |
| 29 | Ungheria (bandiera) | Péter Szabó (C)    |
|    | Ungheria (bandiera) | Zoltán Balogh      |

## Palmarès
- Campionato ungherese: 4

2007-08, 2008-09, 2013-14, 2018-19
- Coppa d'Ungheria: 4

2008-09, 2011-12, 2018-19, 2024-25
- Supercoppa d'Ungheria: 2

2008-09, 2009-10